# Сейнен
Сейнен (яп. 青年, «юнак») — жанр аніме і манґи, основною цільовою аудиторією якого є молоді чоловіки у віці від 18 до 25 років. Манґа цього типу публікується в спеціалізованих сейнен-журналах (аудиторію визначають самі видавці). В окремих випадках твір у жанрі сейнен (переважно манґа) націлений на категорію бізнесменів у віці до 40 років. Сейнен-журнали сьогодні займають 37 % ринку.
Особливістю цього жанру є сконцентрованість на сюжеті, а не на бойових діях як, наприклад, у шьонені. Також у сюжеті більше концентруються на проблемах стосунків між людьми, ніж на любовних історіях. Іншою важливою ознакою є «реалістичність»: навіть якщо в творі є фантастичні елементи, вони повинні бути реалістично обґрунтовані.
Іноді сейнен містить елементи хентаю (окрім яою).

## Тематика та жанри
Сейнен характеризується складнішими сюжетами і «дорослими» темами, ніж роботи для юнаків (шьонен), може містити сатиру, еротичні або криваві сцени Сюжетно вони схожі. Більше уваги приділяється розвитку сюжету, розвитку образів персонажів, менше — битвам і дії. Ця манґа також вирізняється реалізмом. До сейнену належить безліч робіт, що здобули популярність саме завдяки глибині й зрілості — Patlabor, Maison Ikkoku, Ghost in the Shell. Сейнен-твори торкаються незвичайних тем, наприклад, до сейнену належать: спортивна манґа Real про баскетбол для інвалідів, Bambino! про кулінарію, Spice and Wolf про світ торгівлі і товарно-грошових відносин.

## Журнали сейнен-манґи в Японії
Сейнен-манґа публікується в спеціальних журналах, розрахованих на чоловічу аудиторію.
| Назва              | Тираж (дані 2004 року) | Тираж (дані 2005 року) | Тираж (дані 2006 року) | Тираж (дані 2007 року) | Тираж (дані 2009 року) | Рік виходу першого номера |
| ------------------ | ---------------------- | ---------------------- | ---------------------- | ---------------------- | ---------------------- | ------------------------- |
| Morning            | 584 167                | 462 979                | 437 232                | 386 750                | 364 398                | 1982                      |
| Young Magazine     | 1 044 489              | 1 012 209              | 998 198                | 914 584                | 857 013                | 1980                      |
| Young Jump         | 1 136 666              | 1 081 459              | 1 006 875              | 920 834                | 852 938                | 1979                      |
| Super Jump         | 370 000                | 357 917                | 355 417                | 339 167                | 317 917                | 1986                      |
| Business Jump      | 416 875                | 376 667                | 375 208                | 356 667                | 328 125                | 1985                      |
| Big Comic          | 677 916                | 627 083                | 580 750                | 512 667                | 487 834                | 1968                      |
| Big Comic Original | 1 030 000              | 958 958                | 905 500                | 819 334                | 791 917                | 1972                      |
| Big Comic Spirits  | 460 354                | 416 625                | 394 042                | 360 750                | 303 917                | 1980                      |
| Big Comic Superior | 370 400                | 339 000                | 318 959                | 262 000                | 240 209                | 1987                      |
| Young Animal       | 201 083                | 201 209                | 196 334                | 186 167                | 168 667                | 1989                      |
| Comic Ran          | 191 201                | 200 975                | 204 230                | 214 985                | 213 605                |                           |

## Приклади робіт
| - Gantz - Kozure Okami - Golgo 13 - Берсерк - 3×3 Eyes - Black Lagoon - Me and the Devil Blues - Aria - Disappearance Diary - Quest for the Missing Girl - Mushishi - Сага про Гуїна |  | - MPD-Psycho - Monster - Akira - The Yagyu Ninja Scrolls: Revenge of the Hori Clan - Moyashimon - Apollo's Song - Kurokami - Detroit Metal City - Загублені? - Pluto: Urasawa x Tezuka - Planetes - Uzumaki - ×××HOLiC |